# Te casas a los 60... ¿y qué?
Te casas a los 60... ¿y qué? es una obra de teatro de Dionisio Ramos, estrenada en 1974. Fue llevada al cine en 1980, con Es peligroso casarse a los 60, protagonizada por el mismo actor, Paco Martínez Soria.

## Argumento
La historia nos presenta a un maduro hombre bastante mujeriego que siempre rehusó al matrimonio. Ahora a sus 60 años cree que es el momento de hacerlo y lo hace con la finalidad de llegar a ser padre, cosa que no se produce en absoluto y que, sin embargo, llegará de la forma más inesperada cuando se presente frente a él, una bella y joven muchacha de quince años que resulta ser su hija. La felicidad del hombre es inmensa pero enseguida deberá atender sus obligaciones de padre cuando su hija se enamore de un príncipe originario de un pequeño país donde el petróleo es el principal motor.

## Estreno
- Teatro Talia, Madrid, 28 de febrero de 1974.
  - Dirección: Paco Martínez Soria
  - Escenografía: Sigfrido Burmann.
  - Intérpretes: Paco Martínez Soria, María Carrasco, Isabel Pradas, Pedro Hurtado, Marisol Gabaldón, Carmen García Cervera, Vicente Sangiovanni, Alfredo Alba, Sebastián Junyent, Conchita del Val, Germán Algora.
- Teatro Álvarez Quintero, Sevilla, 11 de mayo de 1974.
  - Dirección: Alfonso del Real.
  - Escenografía: Vicente Flores.
  - Intérpretes: Alfonso del Real, Gloria Osuna, Josefina Catalayud, Carmela Márquez, Minervino de la Vega